# Jan Matterne
Jan Matterne (Rummen, 7 mei 1922, volgens andere bronnen 5 juli 1922 - Lubbeek, 16 juni 2009) was een Vlaams acteur, scenarioschrijver, dramaturg en regisseur. Hij heeft met het schrijven van de scenario's voor onder andere De Collega's en Het Pleintje populair-cultureel erfgoed in Vlaanderen gecreëerd.

## Biografie
Jan Matterne was eerst actief als acteur en regisseur in het amateurtoneel. Zijn studies aan het Conservatorium Brussel voltooide hij in 1954 met een eerste prijs toneelspeelkunst. De drie daaropvolgende jaren was hij in Brussel actief bij het theatergezelschap van de Koninklijke Vlaamse Schouwburg. Vanaf 1958 was hij actief bij de BRT. Hij was initieel een medewerker aan een aantal spelprogramma's, cabaretuitzendingen en jeugdfeuilletons. Hij kreeg de rol van Francisco Pizarro in de jeugdserie Manko Kapak en acteerde in meerdere televisiefilms.
Intussen wierp hij zich op als scenarioschrijver en regisseur. In die hoedanigheid realiseerde hij meerdere afleveringen van Beschuldigde, sta op, zowel voor de historische reeks (1964-1970) als voor de fictieve verhalen (1971-1980). In 1975 volgde de serie Tafel zeven, die hij volledig schreef en regisseerde.
Er waren heel wat strubbelingen vooraleer de BRT akkoord ging voor de realisatie van De Collega's. Daarom werd het stuk eerst in 1976 uitgewerkt als komedie voor het Mechels Miniatuur Teater (MMT). In 1978 kwam de serie dan toch op de BRT, met de acteurs van het MMT in de hoofdrollen. Het scenario werd geschreven door Jan Matterne, hij regisseerde ook de eerste reeks. De serie zou succesvol worden, maar werd na drie seizoenen toch door de BRT afgevoerd.
Matterne schreef nadien nog de scripts voor een aantal afleveringen van Met voorbedachten rade, voor de successeries Het Pleintje (1986-1987) en Caravans (1992-1993), en ontwikkelde het idee voor Thuis, een reeks waaraan zijn zoon Jan Matterne Jr. nog steeds verbonden is als scenarioschrijver.
De kracht van Jan Matterne als scenarioschrijver en dramaturg wordt algemeen erkend. Hij heeft dan ook een sterke stempel gezet op de programma's van de BRT in de jaren zeventig en tachtig.
Voor het theater schreef hij twee stukken: naast de oorspronkelijke versie van De Collega's bedacht hij ook Het paard naar de Hel, gebracht door het Brussels Kamertoneel.
In 1988 schreef hij het scenario voor de film De Kollega's Maken de Brug.
Sinds 2009 schrijft zijn zoon scenario's voor de politiereeks Witse. In seizoen 8 zitten enkele afleveringen van zijn hand.